# Tulemalu Lake
Tulemalu Lake är en sjö i Kanada. Den ligger i territoriet Nunavut i den centrala delen av landet. Tulemalu Lake ligger 279 meter över havet och ytan är 668 kvadratkilometer.
Trakten runt Tulemalu Lake är nära nog obefolkad, med mindre än två invånare per kvadratkilometer.